# Virginiahjort
Virginiahjort, også kaldet hvidhalet hjort, (Odocoileus virginianus) er et af de større medlemmer af hjortefamilien. Bukken (handyret) kan blive op til 140 kg, mens hinden (hundyret) kan veje op til 115 kg. Kalven har lyse pletter i den rødbrune pels. Fælles for alle virginiahjorte er en markant mælkehvid hale, som rejser sig, når hjorten bliver skræmt, og som bruges til at advare andre dyr i flokken.

## Adfærd
Virginiahjorten har udmærket syn, hørelse og lugtesans og kan udmærket opdage, hvis der er mennesker eller andre fjender i nærheden. Selv når den spiser, er den på vagt og tager ofte små pauser for at kigge sig omkring. Når en virginiahjort opdager, at der er fare på færde, løfter den hovedet og stirrer i den retning, hvor faren befinder sig. Samtidig skærpes høre- og lugtesansen for at opfange mistænkelige signaler.
Virginiahjorten er mest et natdyr, men man kan møde den døgnet rundt. Den spiser som regel tidligt om morgenen eller ved solnedgang. Om vinteren danner virginiahjortene nogle gange enorme flokke på over hundrede dyr.

## Føde
I lighed med andre hjorte lever virginiahjorten af græs og løvtræsblade, som den supplerer med frugter, urter og blomster. Føden varierer markant efter årstiden, og om vinteren, hvor føden er knap, bruger den betydeligt mere energi, end den indtager. Dermed taber den i vægt, men i lighed med andre hjorte kan den tåle en nedsat fødeindtagelse om vinteren

## Forplantning
Hinden bliver kønsmoden efter et år, mens bukken ikke er kønsmoden før tidligst efter fire år. Parringen sker sent på efteråret, og hinden går drægtig i 6½ måned. Antallet af kalve øges med hindens alder: Som førstegangskælvende får den som regel kun én kalv, mens ældre hinder kan få op til tre kalve.
Kalvene holder sig i de første uger inden for et lille område med tæt vegetation, selv om de både kan stå og gå. De holder sig til deres mødre i et til to år.

## Udbredelse
Virginiahjorten findes vildt over store dele af Amerika. Den findes i hele USA og det sydlige Canada og helt ned til Peru og Brasilien. Den er i de senere år også med held indført i Finland og New Zealand.
Hjorten var i en periode næsten udryddet i Nordamerika, men efter regulering af jagten er arten igen vokset i antal. Blandt dens naturlige fjender er pumaen, og man regner med, at helt op til 3/4 af en pumas føde er virginiahjorte.